# Estación De La Garma
De La Garma es una estación ferroviaria, ubicada en el Partido de Adolfo Gonzales Chaves, en la Provincia de Buenos Aires, Argentina.

## Servicios
Es una pequeña estación del ramal perteneciente al Ferrocarril General Roca, desde la Estación Barrow hasta la estación Estación Chillar.
No presta servicios de pasajeros ni de cargas. Sin embargo sus vías están concesionadas a la empresa privada de cargas Ferrosur Roca.

## Historia
La estación se levantó el 8 de diciembre de 1912, siendo intermedia en el ramal Chillar - Barrow. Con el tiempo, la falta de mantenimiento generó el deterioro de las vías en todo el ramal, haciendo que poco a poco se valla suprimiendo el tren. El servicio de pasajeros se suspendió el 6 de abril de 1977, años después, se suspendería el de cargas. El último tren qué pasó por De La Garma fue en 1990. En 1994, levantarían las vías desde Azul hasta De La Garma. Hoy en día, solo quedan las vías entre De La Garma y Barrow, En varios tramos han cortado o levantado las vías, que están concesionadas a Ferrosur Roca